# Industry Foundation Classes
Industry Foundation Classes (IFC) es un modelo de datos estándar y abierto, utilizado en la industria de la construcción. Define las características de los datos relacionados con el diseño, construcción, mantenimiento y operación de obras civiles.
La especificación IFC es abierta y disponible públicamente. La versión IFC4 es un estándar internacional de la ISO, publicado como ISO 16739, "Industry Foundation Classes (IFC) for data sharing in the construction and facility management industries".

## Historia
El desarrollo de IFC se remonta al año 1994, cuando Autodesk promovió la formación de un consorcio para la construcción de un conjunto de clases (definidas en lenguaje C++) que estandarizaran el desarrollo de aplicaciones de software. El consorcio incluía a AT&T, HOK Architects, Honeywell, Carrier, Tishman and Butler Manufacturing. e inicialmente tomó el nombre de Industry Alliance for Interoperability.
A partir del trabajo de dicho consorcio - que luego se convirtió en una organización sin ánimo de lucro, se establecieron las bases para la definición de las Clases Fundamentales para la Industria de la Arquitectura, la Ingeniería y la Construcción (AEC por sus siglas en inglés), tratando de abarcar el ciclo de vida de los proyectos.En el año 2005 la alianza cambia de nuevo su nombre para adoptar el de buildingSMART.

## Formatos de Archivo
- IFC-SPF, formato de texto definido en el estándar ISO 10303-21 ("STEP-File"), en el cual cada línea representa un objeto. Este tipo de archivos tiene una extensión ".ifc".
- IFC-XML, esquema XML definido en el estándar ISO 10303-28 ("STEP-XML"), con extensión ".ifcXML".
- IFC-ZIP, formato comprimido que puede contener archivos IFC-SPF o IFC-XML. La extensión del archivo es ".ifcZIP".

Los archivos en formato IFC-XML son de 4 a 8 veces más grandes que los correspondientes IFC-SPF.

## Especificaciones IFC/ifcXML
- IFC4 Adendo 2 (2016)
- IFC4 Adendo 1 (2015)
- IFC4 (2013)[4]
- ifcXML2x3 (2007)
- IFC2x3 (2006)
- ifcXML2 for IFC2x2 add1 (RC2)
- IFC2x2 Adendo 1 (2004)
- ifcXML2 para IFC2x2 (RC1)
- IFC 2x2
- IFC 2x Adendo 1
- ifcXML1 para IFC2x y IFC2x Adendo 1
- IFC 2x
- IFC 2.0
- IFC 1.5.1
- IFC 1.5